# Battle Creek (serial telewizyjny)
Battle Creek – amerykański serial telewizyjny (dramat kryminalny) wyprodukowany przez CBS Television Studios oraz Sony Pictures Television. Twórcami serialu są David Shore oraz Vince Gilligan. Serial był emitowany od 1 marca 2015 roku do 24 maja 2015 roku przez CBS.

9 maja 2015 roku stacja CBS ogłosiła zakończenie produkcji serialu po jednym sezonie.

## Fabuła
Serial opowiada o pracy agenta specjalnego FBI Miltona Chamberlaina i detektywa Russa Agnewa, którzy wspólnie zwalczają przestępczość kryminalną w Battle Creek.

## Obsada
- Josh Duhamel – Milton Chamberlain, agent specjalny FBI[3]
- Dean Winters  – Russ Agnew, detektyw[4]
- Janet McTeer – Guziewicz, komendant posterunku policji w Battle Creek[5]
- Kal Penn – Fontanelle, detektyw[6]
- Edward Fordham, Jr – Aaron Funkhauser, detektyw[7]
- Aubrey Dollar – Holle[7]
- Damon Herriman – Niblet, detektyw[8]

## Odcinki
| Sezon | Sezon | Odcinki | Oryginalna emisja CBS | Oryginalna emisja CBS | Oryginalna emisja | Oryginalna emisja | Oryginalna emisja |
| Sezon | Sezon | Odcinki | Premiera sezonu       | Finał sezonu          | Premiera sezonu   | Finał sezonu      |                   |
| ----- | ----- | ------- | --------------------- | --------------------- | ----------------- | ----------------- | ----------------- |
|       | 1     | 13      | 1 marca 2015          | 24 maja 2015          | brak danych       | brak danych       |                   |

### Sezon 1 (2015)
| #  | Tytuł                  | Reżyseria           | Scenariusz                            | Premiera CBS     | Premiera |
| -- | ---------------------- | ------------------- | ------------------------------------- | ---------------- | -------- |
| 1  | The Battle Creek Way   | Bryan Singer        | Vince Gilligan, David Shore           | 1 marca 2015     |          |
| 2  | Syruptitious           | Andrew Bernstein    | Russel Friend, Garrett Lerner         | 8 marca 2015     |          |
| 3  | Man’s Best Friend      | Oz Scott            | Thomas L. Moran                       | 15 marca 2015    |          |
| 4  | Heirlooms              | Dan Sackheim        | David Shore                           | 22 marca 2015    |          |
| 5  | Old Flames             | Richard Lewis       | Esta Spalding                         | 29 marca 2015    |          |
| 6  | Cereal Killer          | Craig Zisk          | Lindsay Jewett Sturman                | 5 kwietnia 2015  |          |
| 7  | Mama’s Boy             | Dan Attias          | Marqui Jackson                        | 12 kwietnia 2015 |          |
| 8  | Old Wounds             | Randy Zisk          | Russel Friend, Garrett Lerner         | 26 kwietnia 2015 |          |
| 9  | Gingerbread Man        | Eriq LaSalle        | Thomas L Moran                        | 3 maja 2015      |          |
| 10 | Stockholm              | Allison Liddi-Brown | David Shore                           | 10 maja 2015     |          |
| 11 | The Hand-Off           | Colin Bucksey       | Esta Spalding, Lindsay Jewett Sturman | 17 maja 2015     |          |
| 12 | Homecoming             | James Roday         | Danny Weiss                           | 17 maja 2015     |          |
| 13 | Sympathy for the Devil | Andrew Bernstein    | Thomas L. Moran, David Shore          | 24 maja 2015     |          |

## Produkcja
26 września 2013 roku CBS zamówiła 1 sezon serialu. 10 maja 2014 roku CBS ogłosiła oficjalnie emisję serialu w sezonie telewizyjnym 2014/15.